# Abaiara
Abaiara is een gemeente in de Braziliaanse deelstaat Ceará. De gemeente telt 11.077 inwoners (schatting 2009).
De gemeente grenst aan Milagres, Brejo Santo en Missão Velha.